# Aboubakr Belkaid
Aboubakr Belkaid, parfois orthographié Abou Bekr Belkaid, (en arabe : أبو بكر بلقايد), né le 19 mars 1934 à Tlemcen en Algérie et mort assassiné le 28 septembre 1995 à Alger, est un homme politique algérien. 
Il a occupé plusieurs postes ministériels entre 1965 et 1992. Sur sa tombe, au cimetière d'El Alia à Alger, sont inscrits ces mots : « Les batailles que l’on perd, ce sont celles que l’on n’engage pas  ».

## Biographie

### Guerre d'Algérie
Il milite dès l'âge de 15 ans et adhère au  MTLD en 1949. Il rejoint le FLN à sa création en 1954 où il exerce diverses responsabilités. Il est notamment membre du Secrétariat de l'Association générale des travailleurs algériens (AGTA) et membre de la Fédération de France du FLN. Il est ouvrier  à la Régie Renault où il sera délégué au Comité d'entreprise. Il devient Coordonnateur du Collectif des Avocats chargés de la défense des détenus et des internés. Arrêté en France en 1961, il est détenu à la prison de Fresnes jusqu'en avril 1962, date à laquelle il est libéré en application des accords d'Évian du 19 mars 1962.

### Post-indépendance
N’étant pas d’accord avec les conditions dans lesquelles s’est engagée la prise du pouvoir, il prend part à la première opposition au régime naissant. Il fait partie des membres fondateurs du premier parti d'opposition créé en mai 1962 et occupe un poste au sein du secrétariat de ce parti sous la direction de Mohamed Boudiaf, le Parti de la révolution socialiste (PRS). Échappant de justesse à l’arrestation des dirigeants du PRS décidée par le pouvoir de l’époque, il plonge de nouveau dans la clandestinité et poursuit l'action d’opposition, au nom du PRS, jusqu'à la création du FFS de Hocine Aït Ahmed. Arrêté à la fin de l’année 1963, il est libéré après l’accord passé entre une partie de la Direction du FFS et le Pouvoir.

### Parcours politique
Après avoir été libéré de prison en 1963, a décidé de se consacrer au militantisme "étatique". Cette orientation l'a conduit à occuper successivement plusieurs postes de responsabilité dans différents ministères et départements gouvernementaux.
En 1963, Aboubakr Belkaid est devenu chef de service à l'Administration rurale, Présidence du Conseil, avant d'être nommé chargé de mission au Ministère des affaires sociales en 1964.
Entre 1965 et 1967, il a occupé le poste de directeur des services techniques et pédagogiques de la Formation professionnelle au Ministère du travail, puis a été Directeur de l'Institut national de la formation professionnelle au même ministère de 1967 à 1971.
En 1971, Aboubakr Belkaid a été nommé chef du Département psychotechnique de la Société Expansial, Ministère de l'Industrie, avant de devenir directeur chargé de l'Enseignement et de la Culture à la Présidence de la République de 1973 à 1977.
Il a ensuite occupé le poste de Secrétaire Général du Ministère de l'Habitat, de l'Urbanisme et de la Construction de 1977 à 1984, puis celui de Vice-Ministre chargé de la Construction de 1984 à 1986.
En 1986, Aboubakr Belkaid est devenu Ministre du travail et de la formation professionnelle, avant de prendre les rênes du Ministère de l'enseignement supérieur en 1987, puis du Ministère de l'Intérieur et de l'Environnement en 1988.
Il a également occupé les postes de Ministre chargé des Relations avec le parlement et les associations de 1991 à 1992, et de Ministre de la Communication et de la Culture de 1992 à 1993.

### Assassinat
Aboubakr Belkaid est assassiné lors de la décennie noire, le 28 septembre 1995 au square Port Saïd, l'attentat terroriste est commis par des éléments dirigés dans la Basse-Casbah par Hocine Flicha, de son vrai nom Khelifi Athmane.

### Vie privée
Aboubakr Belkaid est le père de la chercheuse en immunologie Yasmine Belkaid, directrice générale de l'Institut Pasteur depuis le 2 janvier 2024.

## Postérité
- L'Université de Tlemcen
- L'aéroport international de Chlef
- La promotion de l'ENA (Ecole Nationale de l'Administration) 2005-2009